# オシャエ・ジョーンズ
オシャエ・ジョーンズ（Oshae Jones、1998年3月1日 - ）は、アメリカ合衆国のプロボクサーである。現IBF女子世界スーパーウェルター級王者。弟のオサ・ジョーンズ3世もプロボクサー。

## 来歴
アマチュア時代、2021年の東京オリンピックで銅メダルを獲得した。
2022年6月10日、ニューヨーク州にてSonya Dreiling戦でプロデビューを3-0判定で勝利。
2023年11月10日、フィラデルフィアにてSamantha Pillが持つNABF女子スーパーウェルター級王座に挑戦し、1回TKOでプロ戦目にして初タイトル獲得。
2024年11月22日、アトランタにてフェムケ・ハーマンズが持つIBF・IBO女子世界ウェルター級王座に挑戦し、2-1判定で勝利しIBF・IBO両王座獲得。

## 戦績
- 8戦 8勝 3KO

## 獲得タイトル
- NABF女子スーパーウェルター級王座
- IBF女子世界スーパーウェルター級王座（防衛0）